# Spławy (Lublin)
Pour les articles homonymes, voir Spławy.
Spławy (prononciation : [ˈspwavɨ]) est un village polonais de la gmina de Wysokie dans le powiat de Lublin de la voïvodie de Lublin dans l'est de la Pologne. En 2011, la population est de 312 habitants.

## Histoire
De 1975 à 1998, le village est attaché administrativement à l'ancienne Voïvodie de Zamość.
Depuis 1999, il fait partie de la nouvelle voïvodie de Lublin.